# Moše Štekelis
Moše Štekelis (hebrejsky משה שטקליס‎) (v anglickém přepisu Moshe Stekelis) (18. června 1898 – 14. března 1967) byl izraelský archeolog, objevitel neolitické jarmucké kultury u kibucu Ša'ar ha-Golan.

## Biografie
Narodil se roku 1898 v Kamenci Podolském (dnešní Ukrajina). Vystudoval archeologii na Oděské univerzitě a v letech 1921 - 1924 pracoval v Oděském archeologickém muzeu. Poté žil ve vyhnanství na Sibiři, kam byl poslán pro svou sionistickou aktivitu. Roku 1928 vycestoval do tehdejší Palestiny.
Roku 1929 objevil jeskyni Kebaru a následující rok vykopával s Binjaminem Mazarem v Ramat Rachel.
Roku 1931 zkoumal dolmeny na severu země a v Sýrii. Potom vykopával prehistorická naleziště u mostu Dcer Jakobových a v Ša'ar ha-Golan. Také spolupracoval s Dorothy Garrod.
V letech 1944 - 1947 spolu s Binjaminem Mazarem a Michaelem Ben Jonou zkoumali Tel Bejt Jerach u Kineretu. Roku 1949 vedl výzkum u kibucu Evron a roku 1960 na telu Ubeidija (Tel Ubeidiya).
Roku 1935 získal v Paříži doktorát. Od 30. let byl profesorem archeologie na Hebrejské univerzitě v Jeruzalémě.
Byl ženatý s významnou izraelskou básnířkou a spisovatelkou pro děti Mirjam Šteklis-Jalin, s níž se ale rozvedl a oženil se s malířkou Binou Gabirac, která původně ilustrovala knihy jeho první ženy.